# Divisione di Chittagong
La Divisione di Chittagong è una delle divisioni amministrative del Bangladesh, che ha come capoluogo la città di Chittagong. Questa divisione si trova nell'area sud-est del paese, con una superficie totale di 33.771 km² ed una popolazione (secondo il censimento del 2011) di 28.079.000 abitanti.

## Distretti
La Divisione conta 11 distretti:
- distretto di Bandarban
- distretto di Brahmanbaria
- distretto di Chandpur
- distretto di Chittagong
- distretto di Comilla
- distretto di Cox's Bazar
- distretto di Feni
- distretto di Khagrachhari
- distretto di Lakshmipur
- distretto di Noakhali
- distretto di Rangamati